# Kukës (distrito)
Kukës (em albanês:  Rrethi i Kukësit) é um dos 36 distritos da Albânia localizado na prefeitura de Kukës. Sua capital é a cidade de Kukës. Situa-se a nordeste do país, próximo à fronteira entre a Albânia com a Sérvia e Montenegro e a Macedônia do Norte.

## Municípios
O distrito de Kukës é dividido nos seguintes municípios:
| - Arrën - Bicaj - Bushtricë - Grykë-Çaje - Kalis | - Kolsh - Kukës - Malzi - Shishtavec - Shtiqën | - Surroj - Tërthorë - Topojan - Ujmisht - Zapod |